# Гардендејл (Алабама)
Гардендејл (енгл. Gardendale) град је у америчкој савезној држави Алабама. По попису становништва из 2010. у њему је живело 13.893 становника.

## Демографија
Према попису становништва из 2010. у граду је живело 13.893 становника, што је 2.267 (19,5%) становника више него 2000. године.
| Група             | 2000.          | 2010.          |
| Белци             | 11.243 (96,7%) | 12.180 (87,7%) |
| Афроамериканци    | 172 (1,5%)     | 1.189 (8,6%)   |
| Азијати           | 62 (0,5%)      | 160 (1,2%)     |
| Хиспаноамериканци | 75 (0,6%)      | 207 (1,5%)     |
| Укупно            | 11.626         | 13.893         |